# سینتک
سینتک (انگلیسی: Cyntech) شرکت خدمات نفتی کانادایی است، که در سال ۱۹۸۱ تأسیس شد.